# Улар прикаспійський
Ула́р прикаспійський (Tetraogallus caspius) — вид куроподібних птахів родини фазанових (Phasianidae).

## Опис
Довжина птаха від 56 до 63 см, розмах крил від 95 до 105 см і вага від 1,8 до 2,9 кг. Оперення утворене сірим, коричневим, білим і чорним кольором, але з будь-якої відстані цей птах виглядає блідо-сірим. Груди блідо-сірі, горло і пляма збоку на шиї білі, потилиця темно-сіра. У польоті цей обережний птах демонструє біле махове пір'я та підхвістя. Оперення самців і самок схоже, але молодь трохи менша і тьмяніша на вигляд. Представники підвидів відрізняються насиченістю оперення, яке у східних популяцій блідіше.

## Підвиди
Виділяють три підвиди:
- T. c. tauricus Dresser, 1876 — південна і східна Туреччина, західна Вірменія;
- T. c. caspius (Gmelin, SG, 1784) — від центральної Вірменії до Туркменістану;
- T. c. semenowtianschanskii Zarudny, 1908 — гори Загрос (південний захід Ірану).

## Поширення
Прикаспійські улари зустрічаються в Туреччині, Вірменії, Азербайджані, Грузії, Іраці та Ірані. Ареал фрагментований, обмежений окремими високогірними масивів від гір Тавра і східної Туреччини до Малого Кавказу та гір Загрос і Ельбрус та до Копетдагу. Вид використовує луки в субальпійському та альпійському поясах на висотах від 2400 до 4000 м і іноді до 1800 метрів. Птахи трапляються на крутих схилах без снігового покриву, ущелинах і скелях з ділянками снігу та деякою кількістю трав і трав. Влітку птахи віддають перевагу південним схилам, а взимку — північним. Взимку вони уникають ділянок зі сніговим покривом і замість них використовують відкритий ґрунт із степовою рослинністю.

## Розмноження
Токування зазвичай починаються в квітні, гніздування — наприкінці квітня і на початку травні. В кладці від п'яти до дев'яти яєць. Прикаспійські улари гніздяться на крутих схилах на відкритій місцевості, під навислими скелями, серед каменів або в пучках трави. Птахи харчуються виключно рослинним матеріалом, зокрема бобами, цибулинами, квітами, плодами й насінням. Вид переважно осілий і в деяких районах навіть не спускається на менші висоти під час сильного снігопаду.

## Загрози й охорона
Загрозами є надмірний випас худоби. В Азербайджані пташка постраждала від інтенсивних військових дій.
Вид внесений у CITES I. Вважається вразливим у Туреччині, а також у Грузії.